# Freetown
För andra betydelser, se Freetown (olika betydelser).
Freetown är huvudstad och den största staden i Sierra Leone. Staden hade vid folkräkningen 2004 ett invånarantal på 786 900 medan storstadsområdet (inklusive distrikten Western Urban och Western Rural) har 950 924 invånare (2004) på en yta av 557 km². Storstadsområdet hade 2015 ökat till 1 050 301 invånare. Den ligger på Freetownhalvön vid atlantkusten. Freetowns ekonomi är starkt förknippad med dess hamn, som hanterar Sierra Leones huvudsakliga export. Större näringar är fiskhantering, rismalning, oljeraffinering, diamantslipning och cigarettillverkning.
Staden hyste fram till 2005 landets enda universitet, som sedan delades och 2009 startade även Makeni universitet. Specialdomstolen för Sierra Leone, en tribunal som är uppsatt för att döma krigsförbrytare, har sitt säte i Freetown.

## Historia
Befriade slavar, som sänts från England med hjälp av brittiska slavmotståndare, bosatte sig för första gången 1787 på området. 1792 grundades staden Freetown av före detta slavar från Nova Scotia och klarade sig igenom en plundring av fransmännen 1794. Invånarna revolterade 1800 men britterna återtog kontrollen över staden och började expandera i området, vilket ledde till grundandet av brittiska Sierra Leone. 
Mellan 1808 och 1874 var Freetown huvudstad för Brittiska Västafrika. Staden expanderade snabbt i takt med att många befriade slavar bosatte sig där tillsammans med afrikanska soldater, som kämpat för Storbritannien i Napoleonkrigen. Under andra världskriget upprätthöll Storbritannien en örlogsbas i Freetown. Ättlingar till de befriade slavarna, så kallade kreoler, spelar en stor roll i staden, även om de är i minoritet.

### Inbördeskrig
Staden upplevde en hård strid under det sena 1900-talet då den ockuperades av ECOWAS-trupper med avsikt att återplacera Ahmad Tejan Kabbah som president. Senare utsattes staden för en misslyckad attack av Revolutionära förenade fronten (RUF). Inbördeskriget pågick i åtta år och var som blodigast i början av 1999. Fem tidigare ledare för RUF har åtalats vid Specialdomstolen för Sierra Leone men sedan två avlidit dömdes de tre kvarstående Issa Sesay till 52 års fängelse, Morris Kallon till 40 års fängelse och Augustine Gbao till 25 år för mord, våldtäkt, sexuellt slaveri och andra former av sexuellt våld, nyttjande av barnsoldater, förslavning och plundring. Domen meddelades den 8 april 2009.